# Organyà
Organyà là một đô thị trong comarca Alt Urgell, tỉnh Lleida, Catalonia, Tây Ban Nha.

## Biến động dân số
| 1900 | 1930 | 1950 | 1970 | 1986 | 2007 |
| ---- | ---- | ---- | ---- | ---- | ---- |
| 1002 | 1036 | 1087 | 1142 | 1079 | 959  |